# Orompoto
Orompoto (también deletreado Oronpoto) fue un Alaafin del imperio yoruba de Oyo, la primera mujer Alaafin para ser exactos. El imperio que gobernó se encuentra en lo que hoy es el oeste y el centro-norte de Nigeria.

## Historia
Orompoto era hermana de su predecesor, Eguguojo. Se convirtió en la primera mujer en convertirse en «rey» de los Oyo en la época imperial, y la primera mujer desde el gobernante preimperial Yeyeori. Orompoto asumió el trono porque en ese momento no había sucesor masculino en su familia. Ayudó a expulsar a los nupe de Oyo en 1555. Orompoto vivió en el siglo XVI.
Orompto fue el segundo monarca de Oyo que reinó en la nueva capital de Igboho. Algunas tradiciones orales sostienen que se transformó milagrosamente en hombre antes de asumir allí el trono.
Orompoto utilizaba mucho los caballos en las batallas militares y es posible que los obtuviera de Borgu. Se dice que era magistralmente diestra a caballo y que creó una orden especializada de oficiales de caballería dentro de su ejército que estaban sujetos al Eso Ikoyi. La caballería, la primera de su clase, fue una fuerza a tener en cuenta en las diversas guerras contra los enemigos de Oyo. Considerada una hábil guerrera, se dice que se distinguió en la batalla de Illayi. Mientras luchaba allí contra sus enemigos, perdió a tres jefes de guerra en rápida sucesión, titulares que en Oyo se conocen como gbonkas. Se cree que el tercero de ellos cayó con el rostro sumido en una sonrisa enervante. Los enemigos pensaron que seguía vivo y que hacía un gesto burlón, y se sintieron abrumados por lo que consideraban su incapacidad para superar a los gbonkas de Oyo. A partir de entonces abandonaron el campo de batalla, y los oyo reclamaron más tarde la victoria.
Fue sucedida por Ajiboyede.